# ヒェティル・レクダル
ヒェティル・レクダル（Kjetil Rekdal、1968年11月6日 -）は、ノルウェーの元サッカー選手、サッカー指導者。ポジションはMF（攻撃的MF）。

## 選手経歴
レクダルは1985年にモルデFKで選手経歴を開始した。1988年からはボルシアMGへ移籍したことを皮切りに、ドイツ、フランス、ベルギーなどの国外のクラブを渡り歩いた。2000年にノルウェーへ帰国しヴォレレンガIFへ移籍、翌2001年からは選手兼任監督を務めた。降格圏内の間際にあったクラブを強豪クラブへと導くと、2004年限りで監督に専念することになり、現役を引退した。
ノルウェー代表としては、1987年のイタリア戦で代表デビュー。1994年のFIFAワールドカップ・アメリカ大会1次リーグ、メキシコ戦では決勝点を決め、同国の大会初勝利に貢献。1998年のFIFAワールドカップ・フランス大会1次リーグ第3戦、ブラジル戦では決勝点を決め歴史的な勝利に貢献した。その後、UEFA EURO 2000を最後に代表から退くまで国際Aマッチ83試合に出場し17得点を記録した

## 指導者経歴
2004年からヴォレレンガIFの監督に専念することになったレクダルは、その年にローゼンボリBKとの間でデッドヒートを演じ、得失点差の末に2位となったが、翌2005年に、クラブを21年ぶりとなるリーグ優勝に導いた。なおこの優勝はノルウェー国内で13連覇を達成したローゼンボリの記録を阻止するものであった。
2006年8月21日に成績不振によりヴォレレンガIFの監督を辞任すると、同年11月21日に古巣のリールセSKの監督に就任した。彼が就任した当時は15試合を終えた時点で最下位のクラブとの差が2ポイントにまで詰め寄られていたが、シーズン終了までに勝ち点26をあげ2部リーグへの自動降格を免れることが出来た。しかし、1部リーグ残留を掛けたプレーオフの結果、2部リーグへの降格が決まった。
2007年7月1日にドイツ・ブンデスリーガ2部の1.FCカイザースラウテルンの監督に就任したが、19試合を終了した時点で16位と成績は低迷し、翌2008年2月9日に監督を辞任した
同年9月5日、レクダルはオーレスンFKの監督に就任した。なお、この契約は2011年までの4年契約となっている。

## 代表歴

### 出場大会
- ノルウェー代表
  - 1994 FIFAワールドカップ
  - 1998 FIFAワールドカップ

### 試合数
- 国際Aマッチ 82試合 17得点（1987年-2000年）[4]

| ノルウェー代表 | 国際Aマッチ | 国際Aマッチ |
| 年             | 出場        | 得点        |
| -------------- | ----------- | ----------- |
| 1987           | 1           | 0           |
| 1988           | 3           | 0           |
| 1989           | 1           | 0           |
| 1990           | 0           | 0           |
| 1991           | 2           | 0           |
| 1992           | 9           | 4           |
| 1993           | 9           | 1           |
| 1994           | 13          | 3           |
| 1995           | 8           | 2           |
| 1996           | 7           | 3           |
| 1997           | 9           | 0           |
| 1998           | 12          | 4           |
| 1999           | 5           | 0           |
| 2000           | 3           | 0           |
| 通算           | 82          | 17          |

## タイトル

### 選手時代
モルデFK
- ノルウェー・カップ：1回（1994）

ヴォレレンガ・フォトバル
- ノルウェー・カップ：1回（2002）

### 指導者時代
ヴォレレンガ・フォトバル
- エリテセリエン：1回（2005）
- ノルウェー・カップ：1回（2002）

オーレスンSK
- ノルウェー・カップ：2回（2009、2011）